# Calamity Jane
Martha Jane Cannary (Princeton, 1 mei 1852 – Terry, 1 augustus 1903) beter bekend als Calamity Jane, was een Amerikaanse vrouw die bekend werd door haar 'mannelijke' gedrag in het Wilde Westen en haar relatie met Wild Bill Hickok.
Zij werd geboren bij Princeton in Missouri. Op zeer jonge leeftijd namen haar ouders haar mee in een karavaan (wagon train) naar het Wilde Westen van de Verenigde Staten. Haar moeder stierf onderweg en haar vader stierf niet lang na aankomst in Salt Lake City. 
Na de Amerikaanse Burgeroorlog trad ze in dienst als verkenner voor George Armstrong Custer en vanaf dat moment droeg ze een soldatenuniform. Het is niet geheel duidelijk of ze ook werkelijk dienst nam in het leger. Ze was betrokken bij een aantal campagnes in de lange serie conflicten met Amerikaanse indianen. Gedurende deze periode bij het leger kreeg ze haar bijnaam Calamity Jane (Calamity betekent ramp of ongeluk).

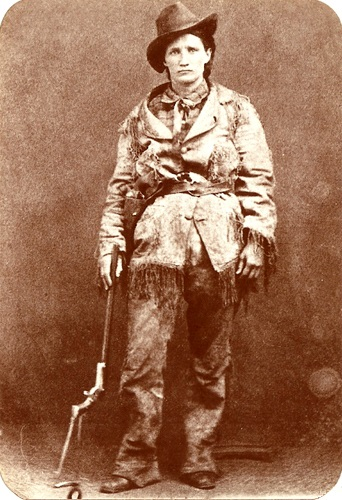
Calamity Jane met geweer
(ca. 1880)

Ze vestigde zich in de buurt van Deadwood, South Dakota. Ze heeft altijd beweerd dat ze voor 1876 getrouwd is geweest met Wild Bill Hickok en dat hij de vader was van haar kind (Jean Hickok McCormick, geboren op 25 september 1873, ter adoptie gegeven). In 1878 verpleegde ze slachtoffers van een pokkenepidemie in het Dakota-gebied. In 1891 trouwde ze met Clinton Burke, nadat ze al enige jaren met hem had samengewoond.
Vanaf 1896 ging Jane op tournee met wildwestshows (onder meer met Buffalo Bill), wat ze bleef doen tot vlak voor haar dood bij Deadwood op 1 augustus 1903. Ze werd op Mount Moriah Cemetery in Deadwood naast Hickok begraven; haar graf bestaat nog steeds.
Haar avontuurlijke gewoontes, drankzucht en ruige levensstijl maakten haar tot opzienbarend en mysterieus voorbeeld voor vele onafhankelijk denkende vrouwen van haar tijd. Over haar leven zijn verschillende films gemaakt; de bekendste daarvan is Calamity Jane (1953) van David Butler met Doris Day in de hoofdrol. In 1961 volgde een op deze film gebaseerde musical. Ook in de serie Deadwood is Calamity Jane een van de prominente figuren. Verder speelt ze een hoofdrol in twee Lucky Luke-stripverhalen: Calamity Jane (1967) en Spokenjacht (1992). In 2020 kwam de animatiefilm Calamity uit, over de jeugd van Calamity Jane van animatieregisseur Rémi Chayé. Deze film werd bekroond op het prestigieuze animatiefilmfestival van Annecy en op het Nederlandse Cinekid.

## Galerij

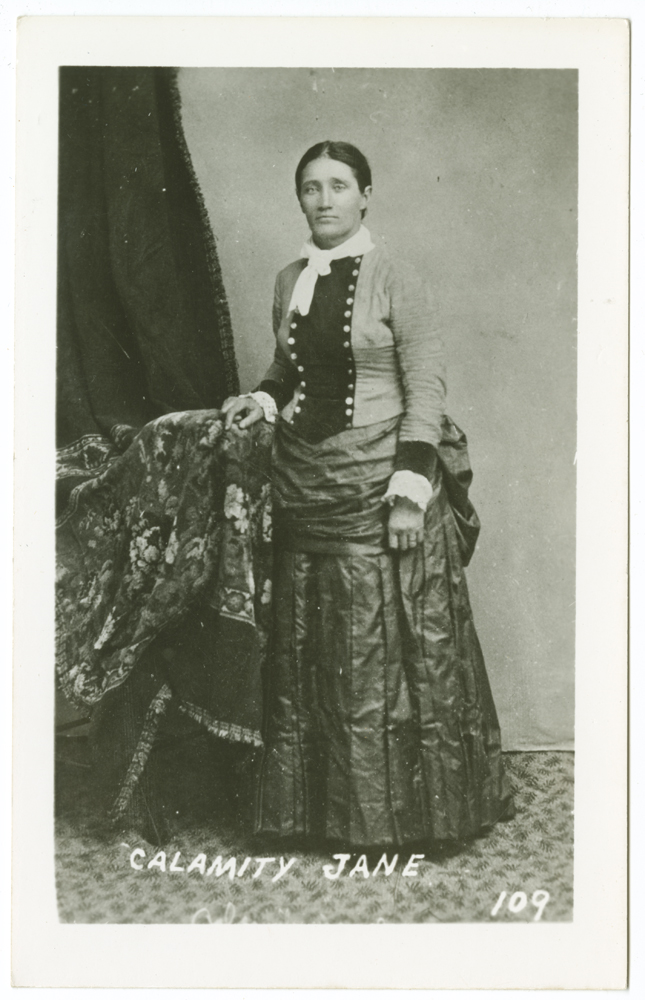
Calamity Jane (ca. 1885/90)
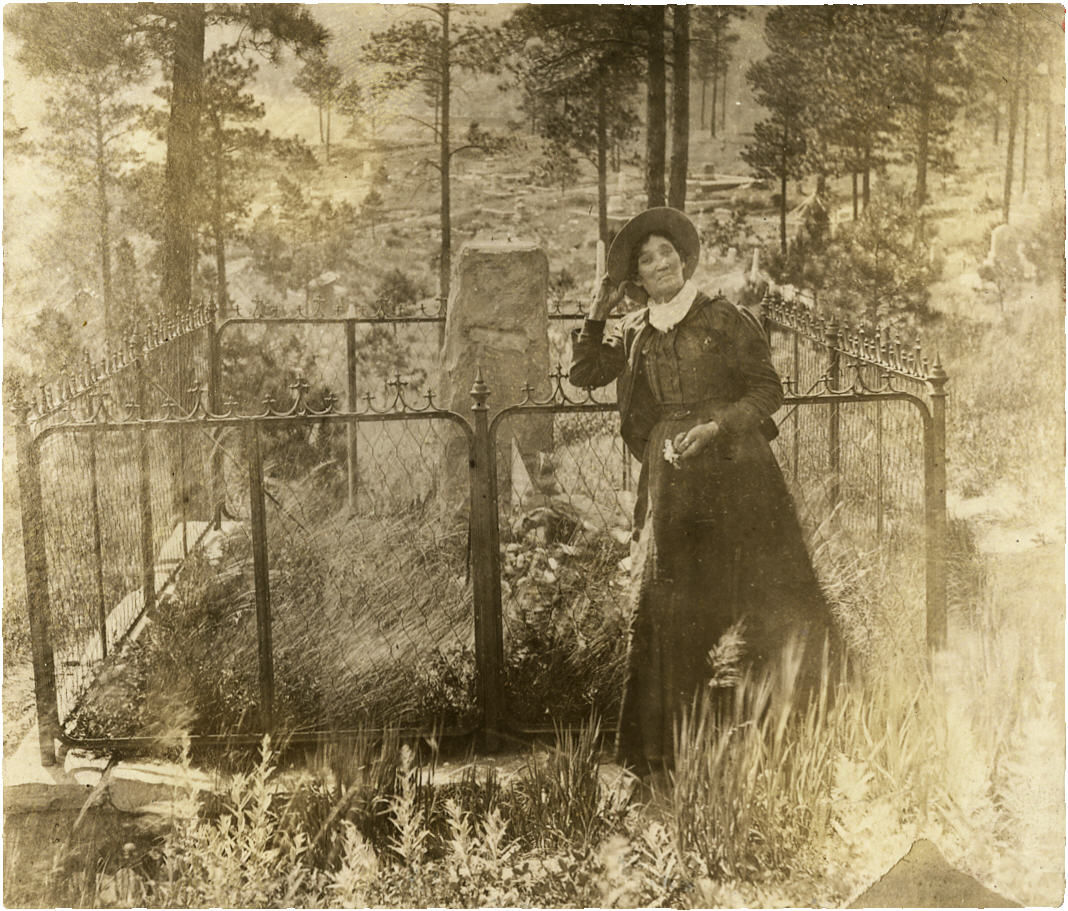
Calamity Jane bezoekt het graf van haar man Wild Bill Hickok in Deadwood (ca. 1890)
Calamity Jane, verkenner van General Crook (ca. 1895), H.R. Locke, Library of Congress
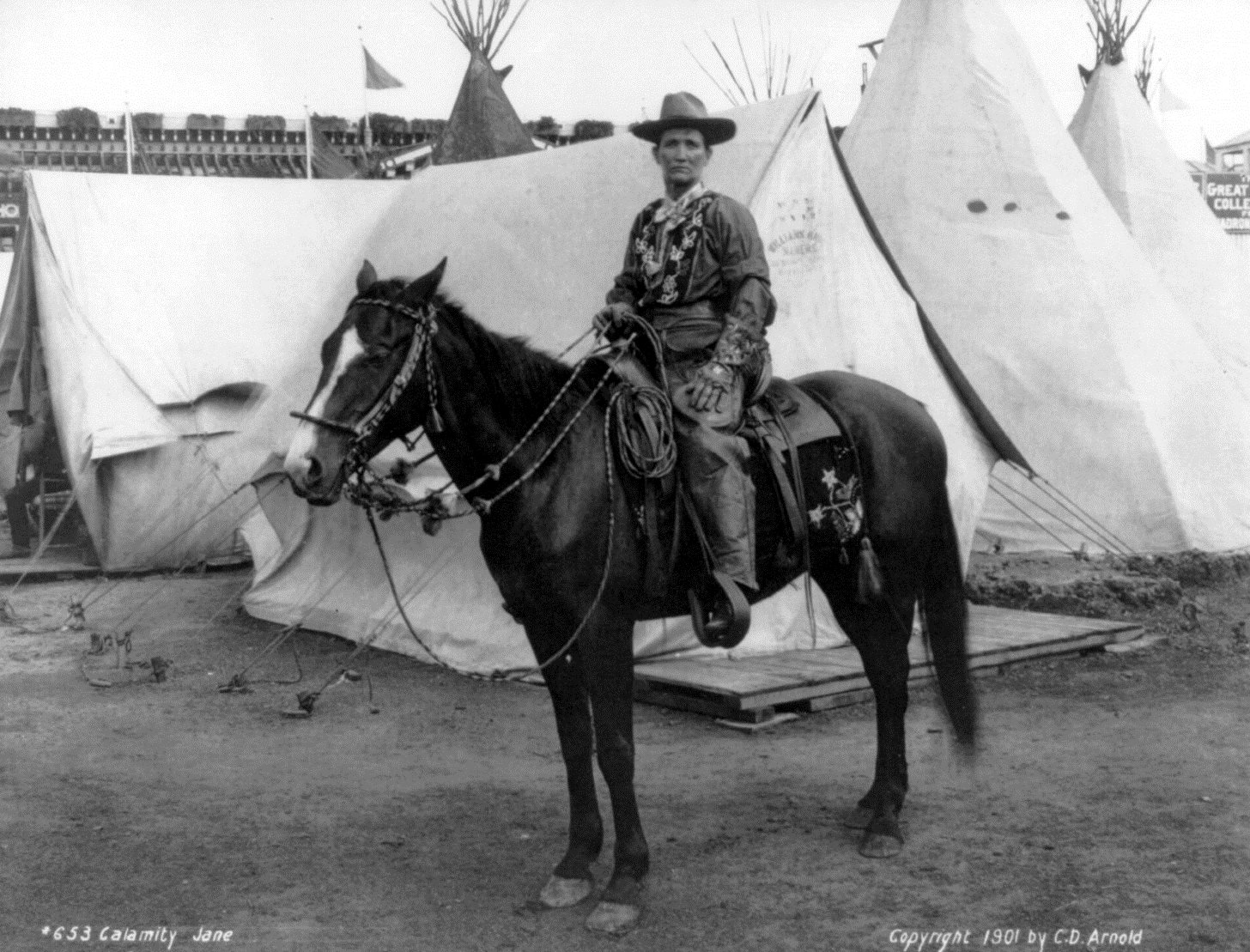
Calamity Jane te paard (1901), Charles Dudley Arnold, Library of Congress